# Ranunculus taiwanensis
Ranunculus taiwanensis är en ranunkelväxtart som beskrevs av Liu och Lu. Ranunculus taiwanensis ingår i släktet ranunkler, och familjen ranunkelväxter. Inga underarter finns listade i Catalogue of Life.